# SN 2007gm
SN 2007gm – supernowa typu II odkryta 5 sierpnia 2007 roku w galaktyce A201918+0631. W momencie odkrycia miała maksymalną jasność 19,00m.